# Mòng biển chân vàng

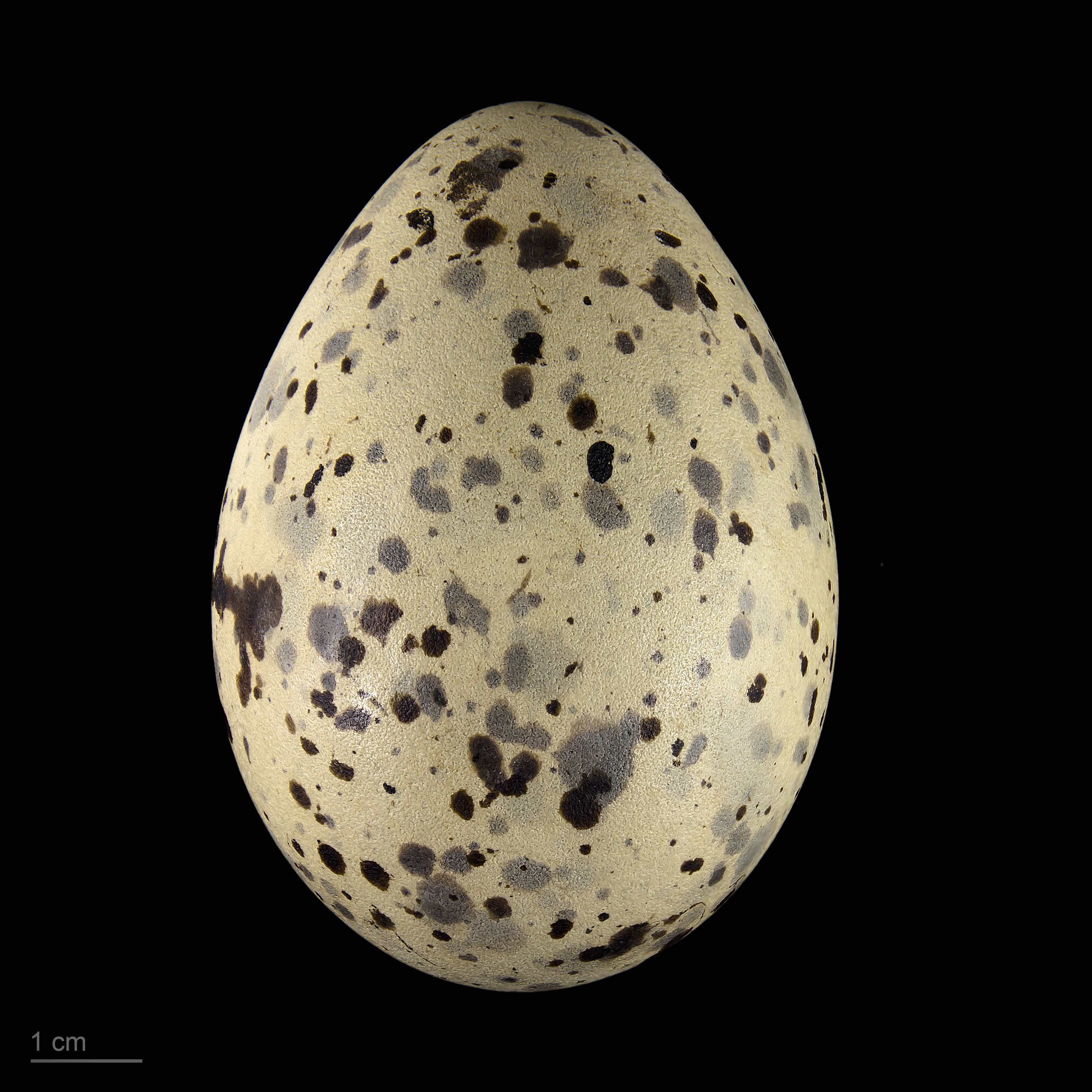
Larus michahellis atlantis

Mòng biển chân vàng (danh pháp hai phần: Larus michahellis) là một loài chim thuộc họ Laridae. Mòng biển chân vàng là một loài mòng biển lớn của châu Âu, Trung Đông và Bắc Phi, chỉ gần đây mới được công nhận rộng rãi là một loài riêng biệt. Trước đây nó được coi là phân loài của một trong hai loài là mòng biển Caspi (L. cachinnans), hay rộng hơn như là phân loài của mòng biển cá trích châu Âu (L. argentatus). Nó được đặt tên để vinh danh nhà động vật học người Đức là Karl Michahelles.